# Bagrichthys macropterus
Cá chốt cờ (Danh pháp khoa học: Bagrichthys macropterus) là một loài cá da trơn trong họ Bagridae phân bố ở Thái Lan, Lào, Đồng bằng sông Cửu Long Việt Nam.

## Mô tả
Cá có thân dài, dẹp bên, có thể đạt tối đa 30 cm chiều dài. Đầu nhỏ hình nón. Có 4 đôi râu dài. Râu mũi kéo dài tới chẩm. Râu mép dài nhất và kéo dài tới gốc vây đuôi. Râu hàm dưới kéo dài tới gốc vây ngực. Mắt to, không có da che phủ, nằm lệch về phía lưng của đầu và gần như cách đều chót mõm với điểm cuối nắp mang.
Lỗ mang lớn, màng mang phát triển và không dính với nhau. Phần ngọn của gai vây lưng rất dài, tương đương 1/2 chiều dài chuẩn. Gai vây ngực to, mặt sau có răng cưa hướng xuống gốc. Mặt lưng và phía trên đường bên của đầu và thân có màu nâu đen và lợt dần xuống bụng, các vây có màu nâu sẫm. Bụng cá có màu vàng đến đồng đỏ. Gốc vây lưng, vây ngực, vây bụng có màu đỏ máu và phần ngoài của vây có màu nâu đen với sắc xanh.